# شهرستان اوشن (نیوجرسی)
شهرستان اوشن (به انگلیسی: Ocean County) یکی از شهرستان‌های نیوجرسی در ایالات متحده آمریکا است .